# Zoltán Cziffra
Zoltán Cziffra (né le 10 novembre 1942 à Keszthely) est un athlète hongrois, spécialiste du triple saut.

## Biographie
En 1969, il remporte la médaille d'argent du triple saut lors des Jeux européens en salle et des championnats d'Europe en plein air, à Athènes, où il est devancé par le Soviétique Viktor Saneïev.

### Palmarès
| Date | Compétition             | Lieu     | Résultat | Épreuve     | Performance |
| ---- | ----------------------- | -------- | -------- | ----------- | ----------- |
| 1969 | Jeux européens en salle | Belgrade | 2e       | Triple saut | 16,46 m     |
| 1969 | Championnats d'Europe   | Athènes  | 2e       | Triple saut | 16,85 m     |

### Records
| Épreuve     | Performance | Lieu | Date |
| ----------- | ----------- | ---- | ---- |
| Triple saut | 16,68 m     |      | 1969 |